# Federico Jagellón
Federico Jagellón (en polaco: Fryderyk Jagiellończyk; Cracovia, 27 de abril de 1468-Cracovia, 14 de marzo de 1503) fue un príncipe polaco, arzobispo de Gniezno, obispo de Cracovia, y primado de Polonia. Fue el sexto hijo varón y el noveno hijo de Casimiro IV Jagellón, rey de Polonia y Gran Duque de Lituania, y su esposa Isabel de Habsburgo de Hungría, conocida como «Matka Jagiellonów» (Madre de los Jagellón).
Gobernó dos diócesis con devoción. Se preocupó por el culto de los santos, la adecuada educación del clero, se ocupó de la vida litúrgica, y llevó a cabo los sínodos diocesanos y provinciales. También se preocupó por la liturgia, las fundaciones y la restauración de iglesias, incluida la restauración de las catedrales de Cracovia y Gniezno.

## Biografía
Nacido en el seno de la dinastía Jagellón, fue hijo de los reyes de Polonia Casimiro IV e Isabel de Habsburgo, y hermano del rey de Hungría Vladislao II, de San Casimiro y de los también reyes de Polonia Juan I, Alejandro I y Segismundo I.
A los veinte años de edad fue nombrado arzobispo de Cracovia, y a los veinticinco el papa Alejandro VI  le creó cardenal del título de Santa Lucia in Septisolio.  En ese mismo año 1493 fue nombrado arzobispo de Gniezno, con retención de la diócesis de Cracovia.
Murió en 1503 a los 34 años, fue sepultado en la catedral de Cracovia.

## Referencias

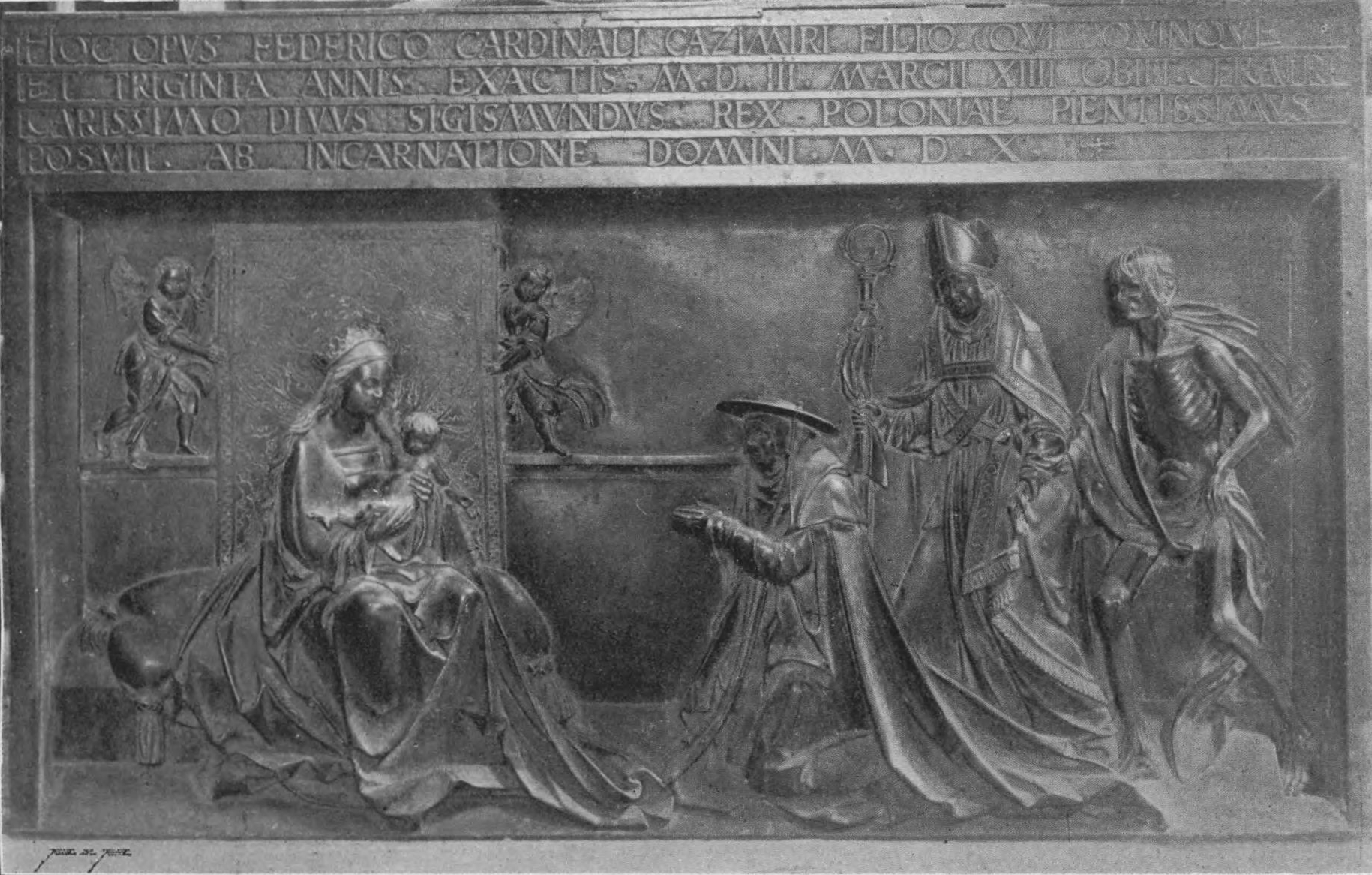
Epitafio del cardenal en la catedral de Cracovia.